# Sowiecka Formuła 3 Sezon 1984
1984 – dwudziesty piąty sezon Sowieckiej Formuły 3.
Mistrzem został Toomas Napa, ścigający się Estonią 21M.

## Kalendarz wyścigów
| Runda | Data        | Tor     | Pole position | Najszybsze okrążenie | Zwycięzca (kierowcy) | Zwycięzca (zespoły) |
| ----- | ----------- | ------- | ------------- | -------------------- | -------------------- | ------------------- |
| 1     | 22 kwietnia | Rustawi | ?             | ?                    | Toomas Napa          | Jõud Tallinn        |
| 2     | 15–16 lipca | Ryga    | ?             | Toomas Napa          | Toomas Napa          | Jõud Tallinn        |
| 3     | 12 sierpnia | Kijów   | ?             | ?                    | Aleksandr Potiechin  | DOSAAF Moskwa       |

## Klasyfikacja kierowców
| Legenda oznaczeń w tabelach wyników Wyświetl szablon na nowej stronie | Legenda oznaczeń w tabelach wyników Wyświetl szablon na nowej stronie                                                                     |
| Oznaczenie                                                            | Wyjaśnienie |
| --------------------------------------------------------------------- | --- |
| Złoty                                                                 | Zwycięzca lub mistrzostwo |
| Srebrny                                                               | 2. miejsce lub wicemistrzostwo |
| Brązowy                                                               | 3. miejsce lub II wicemistrzostwo |
| Zielony                                                               | Ukończył, punktował (w klasyfikacji generalnej, gdy zdobył co najmniej jeden punkt na przestrzeni sezonu, poza trzema powyższymi opcjami) |
| Niebieski                                                             | Ukończył, nie punktował (w klasyfikacji generalnej, gdy nie zdobył co najmniej jednego punktu na przestrzeni sezonu)                      |
| Czerwony                                                              | Nie zakwalifikował się (NZ) |
| Czerwony                                                              | Nie prekwalifikował się (NPK) |
| Różowy                                                                | Nie ukończył (NU) |
| Różowy                                                                | Niesklasyfikowany (NS) (w klasyfikacji generalnej, gdy nie został sklasyfikowany w żadnym wyścigu sezonu)                                 |
| Czarny                                                                | Zdyskwalifikowany (DK) |
| Czarny                                                                | Wykluczony (WYK/EX) |
| Biały                                                                 | Nie wystartował (NW) |
| Biały                                                                 | Kontuzjowany (K/INJ) |
| Biały                                                                 | Wyścig odwołany (OD/C) |
| Bez koloru                                                            | Został wycofany (WYC/WD) |
| Bez koloru                                                            | Nie przybył (NP/DNA) |
| Bez koloru                                                            | Nie brał udziału w treningach (NT/DNP) |
| Bez koloru                                                            | Nie został zgłoszony (–) |
| Pogrubienie                                                           | Start z pole position |
| Kursywa                                                               | Najszybsze okrążenie wyścigu |
| †                                                                     | Nie ukończył, ale jego rezultat został zaliczony ze względu na przejechanie więcej niż 90% dystansu wyścigu.                              |
| *                                                                     | Sezon w trakcie |
| 1/2/3                                                                 | Punktowana pozycja w sprincie kwalifikacyjnym                                                                                             |
| Lista systemów punktacji Formuły 1                                    | |

| Poz. | Kierowca             | Zespół                 | RST | RGA | CZJ | Punkty |
| ---- | -------------------- | ---------------------- | --- | --- | --- | ------ |
| 1    | Toomas Napa          | Jõud Tallinn           | 1   | 1   | -   | 200    |
| 2    | Aleksandr Potiechin  | DOSAAF Moskwa          | 2   | 2   | 1   | 188    |
| 3    | Avo Soots            | Kalev Tallinn          | 6   | 3   | 2   |        |
| 4    | Anatolij Wołosacz    | DOSAAF Togliatti       | 3   | 4   | 3   |        |
| 5    | Władisław Barkowski  | Spartak Moskwa         | 4   | 6   | NU  |        |
| 6    | Urmas Haamer         | Jõud Harju             | 9   | 7   | 4   |        |
| 7    | Andriej Krietow      | Spartak Moskwa         | 11  | NU  | 5   |        |
| 8    | Eduard Markowski     | DOSAAF Leningrad       | 10  | 8   | 6   |        |
| 9    | Anatolij Szimakowski | Sowieckaja Armia Mińsk | 8   | 10  | NU  |        |
| 10   | Anatolij Dmitrijew   | DOSAAF Moskwa          | NU  | 5   | NU  |        |
| 11   | Wiktor Piatych       | DOSAAF Togliatti       | 7   | NU  | NU  |        |
| 12   | Władimir Kuzmiczew   | DOSAAF Kazań           | 14  | NU  | 7   |        |
| 13   | Wiktor Klimanow      | Spartak Moskwa         | 5   | -   | -   |        |
| 14   | Aleksandr Romaszin   | DOSAAF Borysów         | 12  | -   | 9   |        |
| 15   | Andriej Kondiejkin   | DOSAAF Aszchabad       | 15  | -   | 8   |        |
| 16   | Władimir Gawrilenko  | DOSAAF Krzemieńczuk    | NU  | 9   | NU  |        |
| 17   | Władimir Kriwodub    | Trud Moskwa            | NU  | NU  | NU  |        |
| 18   | Władimir Kapszejew   | DOSAAF Charków         | 13  | -   | -   |        |
| NS   | Sergejs Pugačs       | DOSAAF Ryga            | NU  | -   | -   | 0      |